# Umayamma Rani
Umayamma Rani, född okänt år, död 1698, var regent i det sydindiska riket Venad 1677-1698. Hon var regent som ställföreträdare för sin systerson Ravi Varma: 1677-84 under hans omyndighet, och 1684-98 under hans frånvaro. Hon hade även hederstiteln juniordrottning och sedan seniordrottning av Attingal. 

## Biografi
Umayamma var brors/systerdotter till kung Aditya Varma av Venad. 
Umayamma blev juniordrottning av Attingal under seniordrottning Makayiram Thirunal, och därefter seniordrottning. Detta var främst en hederstitel, men hedersdrottningarna mottog inkomst från det landområde som omgav staden Attingal. Attingal (Chittatinkara) var ett litet titulärkungadöme som ingick i kungadömet Trippappoor, och som enligt traditionen regerades av två prinsessor ur någon av de kungliga släktgrenarna, som kallades seniordrottning och juniordrottning. Attingals seniordrottning hade också hederstiteln drottning av Trippappoor Swaroopam; kungen var formellt hennes vasall, hennes manliga släkting var Trippappoors tronarvinge, och hon hade rätten att själv tillträda tronen i Trippapoor (Travancore) och Venad i avsaknad av manlig arvinge.   
År 1674 tillträdde hennes bror Aditya Varma tronen i Venad med stöd från Umayamma. När han avled 1677 och efterträddes av sin minderåriga, nio år gamla son Ravi Varma, blev Umayamma förmyndarregent i Venad med stöd av Attingals seniordrottning. År 1684 blev Ravi Varma myndig vid sexton års ålder. Samma år blev han emellertid kung även av Trippappoor, och då lämnade Venad för att styra Trippappoor utnämndes Umayamma som regent av Venad i hans frånvaro. Hon fortsatte att regera 1684-1698, då Ravi Varma föredrog att styra Trippappoor. 
Umayamma Rani beskrivs som en viljestark och effektiv. Genom sin kontroll över Attingals seniordrottning, som formellt var hennes överordnande, utövade hon effektiv kontroll över både Attingal och Venad. Hon finns omnämnd för ett flertal förhandlingar med engelsmännen och holländarna. Hon gav engelsmännen tillstånd att etablera handelsförbindelser och senare att grunda ett fort i riket. 